# Drahocenná perla
Drahocenná perla je jednou ze svatých knih mormonismu, kterou uznává především Církev Ježíše Krista svatých posledních dnů, a to spolu s Biblí a Knihou Mormonovou. Obsahuje pasáž Matoušova evangelia dle Inspirovaného překladu Josepha Smithe, zjevenou Knihu Mojžíš a údajně z egyptštiny přeloženou Knihu Abraham. Součástí je také Výňatek ze Životopisu Josepha Smithe a Články víry.

## Kniha Abrahamova
Kniha Abrahamova je dokument, který v roce 1835 napsal mormonský prorok Joseph Smith a který údajně přeložil z egyptštiny. Tvoří součást mormonského svatého Písma a silně ovlivnila mormonský obřad Obdarování. Dokument je předmětem mnoha kontroverzí.

## Články víry
Články víry jsou seznam základních bodů mormonské víry, který sepsal americký teolog Joseph Smith.